# As (moneta)
As (skr. od łac. assarius) – moneta z brązu, podstawowa jednostka monetarna starożytnego Rzymu, emitowana od początku III wieku p.n.e. Pierwotnie odlewany (aes grave), odpowiadał wadze ówczesnego rzymskiego funta (libra), tj. 272,88 g, i jako tzw. as libralny dzielił się na 12 uncji. Z biegiem czasu (szczególnie po wprowadzeniu monet srebrnych) pięciokrotnie ulegał stopniowej redukcji. Natomiast w okresie cesarstwa funkcjonował jedynie jako miedziana moneta zdawkowa.

## W okresierepubliki

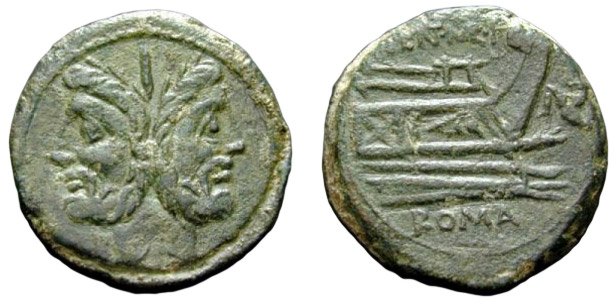
As uncjalny z końca III wieku p.n.e. (26,65 g)

W najdawniejszym Rzymie określenie to oznaczało przede wszystkim pewną całość jako jednostkę, zwłaszcza płatniczo-wagową, równą funtowi miedzi. Dopiero prawdopodobnie w pierwszym dziesięcioleciu III w. p.n.e. as stał się rzeczywistą monetą, początkowo odlewaną w kształcie krążków, a następnie wybijaną stemplem.
Wyprowadzony z późniejszego cięższego funta as libralny miał ok. 290/289 r. p.n.e. wagę 327,45 g, tj. 288 skrupułów, po roku 220 – już tylko 236 g, a podczas II wojny punickiej (218-201 p.n.e.) ustawą Lex Flaminia zredukowany został do tzw. stopy uncjalnej (as uncialis), czyli do wagi 1/12 libry (27,3 g). Ok. 89 r. p.n.e. na mocy ustawy Lex Papiria poddano go dalszej redukcji do 1/24 funta (stopa półuncjalna), tym samym obniżając wagę monety do 13,64 g.
Oprócz monet jednoasowych emitowano też ich frakcje (części): 1/2, 1/3, 1/4, 1/6, 1/12 asa. Istniały również jego wielokrotności, a więc as podwójny (dupondius), potrójny (tressis, tripondius), popiątny (quincussis) czy nawet decussis (10 asów o wadze 700-720 g). W 79 r. p.n.e. w ogóle zaprzestano bicia monet z brązu, co wznowiono dopiero po reformie monetarnej Augusta.
Republikański assarius miał po stronie licowej (awers) podwójne oblicze boga Janusa (łac. Janus bifrons), a na odwrotnej (rewers) dziób okrętu (rostrum) wraz z oznaczeniem wartości „I”. Srebrny denar miał z początku równowartość 10, później 16 asów.

## W okresiecesarstwa
Za czasów rozwiniętego cesarstwa bito 3 nominały monet „brązowych”, a najmniejszą z nich był właśnie wybijany z miedzi as o normatywnej wadze 2/5 uncji, czyli 10,92 g. Na awersie nosił podobiznę panującego władcy (w wieńcu laurowym lub bez), na rewersie – podobne przedstawienia figuralne (alegoryczne, propagandowe) jak na innych monetach cesarskich, z obowiązkowo umieszczanym w polu oznaczeniem S C. Początkowa średnica tej monety – ok. 25–27 mm, ulegała wraz z wagą stopniowemu zmniejszeniu. Neron przejściowo wprowadził as z mosiądzu (orichalcum) o wadze 7 gramów. Postępy dewaluacji rzymskiego pieniądza sprawiły, że w późniejszym okresie cesarstwa drobna moneta rozmienna stała się nominałem zbędnym. Ostatnie asy wypuszczano za rządów Waleriana i Galiena (253-268). Później na krótko miał je przywrócić Aurelian w ramach reformy monetarnej 274 roku i sporadycznie mogły być emitowane aż do czasów pierwszej tetrarchii (295-305 n.e.).

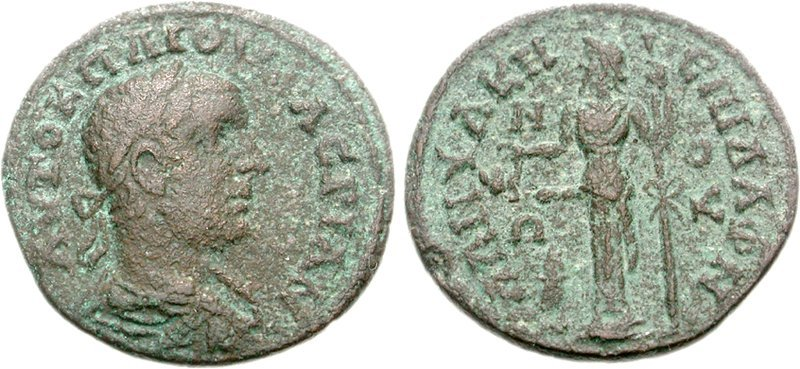
Assarion (6,53 g) miasta Lampsakos (Myzja) z czasów cesarza Waleriana

Nominał ten pod nazwą assarion (gr. ’ασσάριον) należał do emitowanych przez liczne miasta prowincjonalne (zwłaszcza handlowe), mające prawo bicia własnej monety rozmiennej – głównie we wschodniej części cesarstwa, gdzie powszechnie posługiwano się greką. Stąd i wyłącznie greckie napisy na tych monetach, najczęściej też datowanych według własnego kalendarza („ery” obowiązującej w danej prowincji/krainie lub mieście).
Również i tam istniały podziałki oraz wielokrotności assariona oznaczane mającymi wartość liczb literami Α, Β, Γ, Δ, Ε (tj. 1, 2, 3, 4, 5), lub nawet wyższymi. Ślad tego określenia zachował się także w Nowym Testamencie, gdzie odnotowano ceny „dwóch wróbli za asa” (Mt 10,29) względnie „pięciu wróbli za dwa asy” (Łk 12,6). Według aktualnych ustaleń assariony miały w prowincjach nieco inną relację względem srebrnego denara niż wynikało to z oficjalnej taryfy cesarskiej: liczono ich bowiem 18 za denar, „srebrnym asem” nazywając dla odróżnienia (tylko jako monetę obrachunkową) nominał wymieniany w stosunku 1:16.

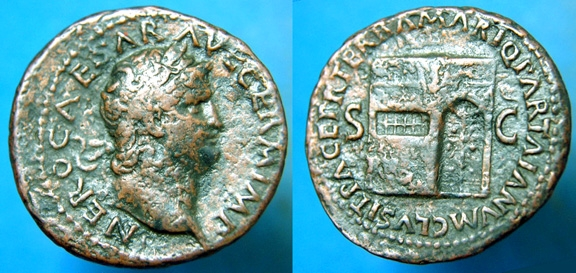
As Nerona z zamkniętą świątynią Janusa (65/66 r.)
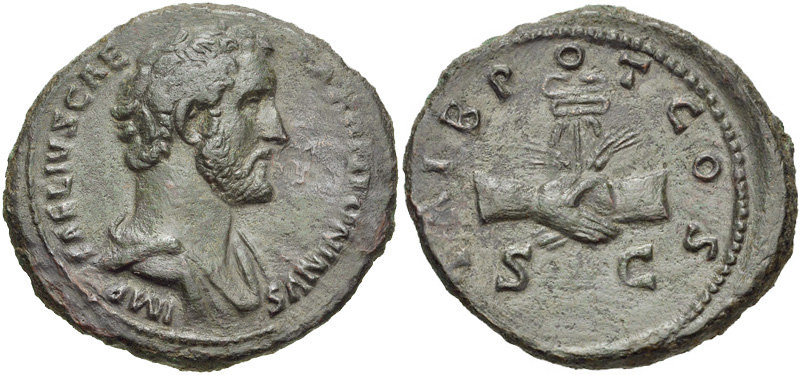
As Antonina Piusa (138 r.) o wadze 11,74 g
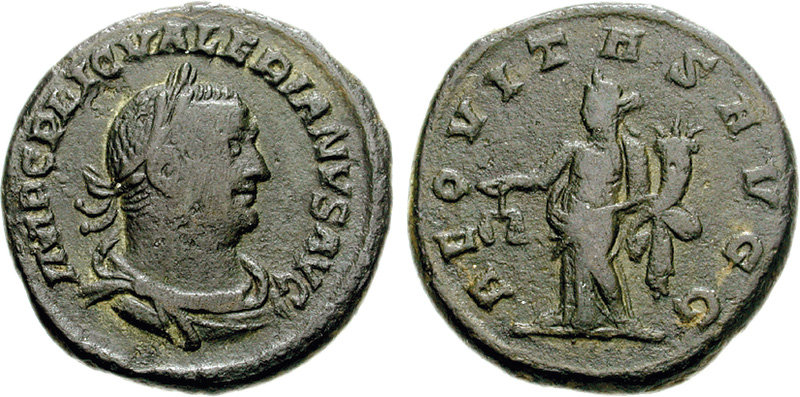
As Waleriana I (z lat 253-55), waga 9,69 g